# Ampelophaga submarginalis
Ampelophaga submarginalis är en fjärilsart som beskrevs av Matsumura 1927. Ampelophaga submarginalis ingår i släktet Ampelophaga och familjen svärmare. Inga underarter finns listade i Catalogue of Life.